# Coupe de la Ligue polonaise de football 2007-2008
La Coupe de la Ligue polonaise de football 2007-2008 (Puchar Ekstraklasy 2007-2008) est la 6e édition officielle de la Coupe de la Ligue polonaise. C'est le Dyskobolia qui a remporté la compétition, devant le Legia Varsovie.

## Déroulement de la compétition
Seuls les 16 clubs de la première division sont représentés.

En cas d'égalité entre deux équipes, les points particuliers sont premièrement pris en compte (voir règles de classement).

### Phase de groupes
La phase de poules se déroule en matches aller-retours.

#### Groupe A
|   | Club           | J | V | N | D | BP | BC | Diff. | Pts |
| - | -------------- | - | - | - | - | -- | -- | ----- | --- |
| 1 | Legia Varsovie | 6 | 3 | 3 | 0 | 7  | 3  | +4    | 12  |
| 2 | Dyskobolia     | 6 | 2 | 3 | 1 | 8  | 7  | +1    | 9   |
| 3 | Ruch Chorzów   | 6 | 2 | 2 | 2 | 7  | 6  | +1    | 8   |
| 4 | ŁKS Łódź       | 6 | 0 | 2 | 4 | 5  | 11 | -6    | 2   |

#### Groupe B
|   | Club                  | J | V | N | D | BP | BC | Diff. | Pts |
| - | --------------------- | - | - | - | - | -- | -- | ----- | --- |
| 1 | Odra Wodzisław Śląski | 6 | 4 | 1 | 1 | 18 | 10 | +8    | 13  |
| 2 | Polonia Bytom         | 6 | 2 | 1 | 3 | 9  | 11 | -2    | 7   |
| 3 | Zagłębie Lubin        | 6 | 2 | 1 | 3 | 7  | 10 | -3    | 7   |
| 4 | Lech Poznań           | 6 | 2 | 1 | 3 | 4  | 7  | -3    | 7   |

#### Groupe C
|   | Club                  | J | V | N | D | BP | BC | Diff. | Pts |
| - | --------------------- | - | - | - | - | -- | -- | ----- | --- |
| 1 | KS Cracovia           | 6 | 4 | 2 | 0 | 10 | 6  | +4    | 14  |
| 2 | Jagiellonia Białystok | 6 | 2 | 2 | 2 | 6  | 4  | +2    | 8   |
| 3 | Korona Kielce         | 6 | 1 | 3 | 2 | 6  | 7  | -1    | 6   |
| 4 | Widzew Łódź           | 6 | 1 | 1 | 4 | 8  | 13 | -5    | 4   |

#### Groupe D
|   | Club               | J | V | N | D | BP | BC | Diff. | Pts |
| - | ------------------ | - | - | - | - | -- | -- | ----- | --- |
| 1 | Wisła Cracovie     | 6 | 3 | 2 | 1 | 7  | 4  | +3    | 11  |
| 2 | Górnik Zabrze      | 6 | 3 | 1 | 2 | 7  | 6  | +1    | 10  |
| 3 | Zagłębie Sosnowiec | 6 | 3 | 1 | 2 | 9  | 7  | +2    | 10  |
| 4 | GKS Bełchatów      | 6 | 0 | 2 | 4 | 5  | 11 | -6    | 2   |

### Quarts de finale
20, 26 et 27 février - 4 et 5 mars 2008
| Équipe 1              | Aller | Total | Retour | Équipe 2              |
| Dyskobolia            | 2 - 2 | 4 - 3 | 2 - 1  | Odra Wodzisław Śląski |
| Polonia Bytom         | 0 - 2 | 2 - 4 | 2 - 2  | Legia Varsovie        |
| Jagiellonia Białystok | 1 - 1 | 1 - 6 | 0 - 5  | Wisła Cracovie        |
| Górnik Zabrze         | 0 - 1 | 2 - 1 | 2 - 0  | KS Cracovia           |

### Demi-finale
18 et 19 mars - 15 et 16 avril 2009
| Équipe 1       | Aller | Total | Retour | Équipe 2       |
| Dyskobolia     | 3 - 0 | 4 - 1 | 1 - 1  | Górnik Zabrze  |
| Legia Varsovie | 1 - 1 | 2 - 1 | 1 - 0  | Wisła Cracovie |

### Finale
| 17 mai 2008 | Legia Varsovie | 1–4 | Dyskobolia                           | Stadion Dyskobolia, Grodzisk Wielkopolski        |                                                  |
| 13:45       | Vuković 90+2e  |     | Rocki 3e · Lato 13e · Sikora 30e 65e | Spectateurs : 2 500 Arbitrage : Hubert Siejewicz | Spectateurs : 2 500 Arbitrage : Hubert Siejewicz |
| 13:45       | Rapport        |     |                                      | Spectateurs : 2 500 Arbitrage : Hubert Siejewicz | Spectateurs : 2 500 Arbitrage : Hubert Siejewicz |

## Liens

### Internes
- Championnat de Pologne 2007-2008
- II Liga 2007-2008
- Coupe de Pologne 2007-2008

### Externes
- (pl) La Coupe de la Ligue sur 90minut.pl